# フッ化ビニル
フッ化ビニル（フッかビニル、英: Vinyl fluoride）は、化学式C2H3Fで記される有機フッ素化合物。無色の気体で、わずかにエーテル臭がある。フッ素樹脂原料の単量体として利用される。

## 製造
1892年にフロンの製造に成功したベルギーの科学者フレデリック・スワルツ (Frédéric Swarts) により、1901年に初めてフッ化ビニルが製造された。スワルツは亜鉛と1,1-ジフルオロ-2-ブロモエタンから製造したが、工業的にはアセチレンとフッ化水素から水銀を触媒として2つの経路により製造される。
{\displaystyle {\ce {HCCH\ + HF -> CH2=CHF}}}
1,1-クロロフルオロエタンからも得ることができる。
{\displaystyle {\ce {CH3CHClF -> CH2=CHF\ + HCl}}}
通常は、重合抑制剤としてテルペンが0.2%添加されている。

## 安全性
強い引火性があり、燃焼により有害なフッ化水素が生じる。軽度の麻酔性と人体に対する発癌性のおそれがあり、IARC発がん性リスク一覧#Group2A（ヒトに対する発癌性がおそらくある）に分類される。

## 性質
臨界点は54.8℃(328 K)、5.24MPa。双極子モーメントは1.4デバイ、蒸発熱は361kJ/kg。